# تششمه بطال (مقاطعة غيلانغرب)
تششمه‌بطال (بالفارسية: چشمه‌بطال) هي قرية تقع في كرمانشاه في إيران. يقدر عدد سكانها بـ 22 نسمة بحسب إحصاء 2016.